# Władcy Losu
Władcy Losu – gra nowej fali – czyli dość nietypowa krótka (48 stron) gra fabularna. Gracze wcielają się w tytułowych Władców – istoty potężne, które mają władzę nad ludzkim życiem.
Gracze dzielą się na dwie grupy – Tkaczy światła i Ciemności. Ich celem jest wpłynięcie na los jednego śmiertelnika, ich nadnaturalne moce są jednak ograniczone. cele "tych dobrych" i "tych złych" są nie do pogodzenia. Poczynaniami śmiertelnika, który zwykle jest osobą ważną dla świata i ludzkiej historii, kieruje  mistrz gry.